# Movimiento Misionero Mundial
La Iglesia Cristiana Pentecostés - Movimiento Misionero Mundial es una denominación cristiana evangélica pentecostal. Fundado en 1963 en Puerto Rico por el pastor Luis M. Ortiz y un grupo de colaboradores, con el objetivo de promover la evangelización y la formación cristiana. Estuvo marcado por un enfoque en la predicación del evangelio y la formación de misioneros, con la misión de expandir la obra cristiana a nivel global. Desde sus primeros años, el movimiento enfatizó la importancia de la oración, el estudio de la Biblia y la santidad personal como pilares fundamentales de la vida cristiana. Esto, combinado con un fuerte sentido de misión, permitió que el MMM se expandiera rápidamente a otras regiones. La iglesia tiene su sede en Puerto Rico, en San Juan, y ha establecido congregaciones y construido templos en más de ochenta países. Según la iglesia, tiene más de 2 millones de miembros y más de 8 mil congregaciones.
Esta organización también se conoce informalmente como Iglesia MMM (acrónimo de «Movimiento Misionero Mundial»). Sus miembros son llamados «miembros de la Iglesia del Movimiento Misionero Mundial» o «miembros del Movimiento Misionero Mundial». Su estructura organizativa se ha desarrollado para apoyar tanto a los misioneros como a las congregaciones locales, facilitando el crecimiento del movimiento en diversas culturas y contextos. 
Su único texto sagrado es la Biblia, además del libro introductorio llamado Instrucciones bíblicas para recién convertidos. Este último libro incluye doctrinas a sus fieles, algunas de las cuales destacan temas sobre afrontar la vida secular dentro esta Iglesia, incluyendo un ultraconservadurismo para otras corrientes de diferentes congregaciones de otras denominaciones religiosas.
Aunque el movimiento se declara comprometido en la obra social, como iniciativas de ayuda comunitaria, educación y apoyo a personas en situación de vulnerabilidad, sus líderes y colaboradores están vinculados a la ultraderecha, y se ha involucrado en activismo homófobo.

## Doctrina
El Movimiento Misionero Mundial (MMM) se basa en los principios doctrinales de las iglesias pentecostales trinitarias. Su enseñanza se fundamenta en las Escrituras del Antiguo y Nuevo Testamento de la Biblia. Dentro de sus ceremonias religiosas, uno de los ritos más destacados es el llamado al altar, también conocido como "invitación", que es un momento en el que los fieles son invitados a acercarse al altar para recibir oración o hacer compromisos espirituales. Además, los cultos suelen incluir manifestaciones como cánticos y oraciones colectivas.
Los nuevos miembros reciben un libro introductorio titulado Instrucciones bíblicas para recién convertidos, que contiene las doctrinas básicas que deben seguir. Este texto aborda temas como la abstinencia de la vida nocturna, el consumo de sustancias prohibidas (alcohol, tabaco y drogas), la moralidad sexual, y la postura frente a la militancia política explícita.
El MMM se considera una denominación independiente, aunque comparte muchas características comunes con otras iglesias pentecostales trinitarias.

## Historia

### Principios
En 1956, Luis M. Ortiz asumió brevemente el cargo de superintendente general en la Iglesia Cristiana Pentecostés, una denominación evangélica en expansión. Tras su regreso a Puerto Rico en 1960, intentó sin éxito convencer a las autoridades eclesiásticas de iniciar una «obra mundial» con un enfoque misionero global. Debido a las diferencias con el liderazgo, fundó en 1961 la Asociación Misionera y Evangelística Latinoamericana Inc., base de su labor evangelizadora. Ese mismo año creó la revista Impacto Evangelístico, herramienta clave para difundir su mensaje. Ante la falta de recursos y apoyo institucional, Ortiz enfrentó dificultades iniciales, dedicándose temporalmente a actividades laborales hasta consolidar su proyecto.
El 13 de febrero de 1963, Luis M. Ortiz fundó el Movimiento Misionero Mundial en Trujillo Alto, Puerto Rico, junto a un pequeño grupo de colaboradores. El nombre fue elegido tras considerar varias propuestas, decisión que Ortiz atribuyó a una visión durante la oración en San Juan, respaldada por una revelación similar de otra persona. La fundación del movimiento respondió a su rechazo de alinearse con otras ideologías, influenciado por su encarcelamiento en Cuba. Ortiz y su esposa, Rebecca, habían sido misioneros de las Asambleas de Dios entre 1944 y 1960. Bajo su liderazgo, el Movimiento Misionero Mundial creció mediante la predicación, la formación de nuevas congregaciones y centros de educación bíblica, impulsando la santidad y la evangelización, lo que facilitó su expansión en América Latina y otras regiones.

### Expansión de la obra
En Europa, Bautista Abreu se convirtió al cristianismo a través de la revista Impacto Evangelístico y, tras invitar a Ortiz a Lisboa, se fundó la primera iglesia en el continente. En 1963, Abreu estableció una iglesia en Rubí, Barcelona. En América Latina, Ortiz y su equipo llegaron a Cali, Colombia, donde el 25 de julio de 1963 se inauguró oficialmente la iglesia en la región, bajo la dirección de Ciro González y Enrique Centeno. En Perth Amboy, Nueva Jersey, Ortiz asignó a Teodoro Marrero para liderar un grupo de conversos hispanos. Estos grupos provenientes de San Juan, conocidos como los Pioneros del Movimiento Misionero Mundial, jugaron un papel clave en la expansión inicial del ministerio hacia América Latina. A finales de 1963, tras una campaña evangelística en el aeropuerto General Andrews, liderada por A. A. Allen, el reverendo Luis M. Ortiz gestionó la fundación de la primera congregación en República Dominicana. En 1965, el movimiento se estableció en Costa Rica.
Posteriormente, Marrero, Ortiz, David Blanco y Jorge Venecia establecieron una iglesia en Comayagüela. En 1970, el reverendo Luis Monge, pastor del MMM en Costa Rica, inició la obra en Panamá con una campaña misionera en Guabito, provincia de Bocas del Toro, delegando la responsabilidad de la obra al hermano José Arturo Soto. En 1972, Orlando Anzola fundó la primera iglesia en San Félix, Bolívar, y en 1973 se estableció la sede central en Caracas. Ese año, Edilberto López González marcó el inicio de la obra en México al construir un templo en Bejucal de Ocampo, mientras misioneros costarricenses comenzaron labores evangelísticas en Santos, Brasil. El 25 de noviembre de 1974, Teodoro Marrero organizó la Iglesia Cristiana Pentecostal del MMM en Nicaragua, y en 1975, Galo Moreira inició la obra en Esmeraldas, Ecuador. En 1977 se estableció la primera iglesia en Uruguay. Finalmente, el 13 de septiembre de 1978, los hermanos David Blanco y Jorge Venecia oficializaron la obra en El Salvador, comenzando en San Miguel bajo la supervisión del pastor Víctor Cortés.
En la década de 1980, el MMM inició su expansión en diversas regiones. En Curazao y Aruba, contó con el apoyo del supervisor de Venezuela y los misioneros Ferreira. En 1982, Clemente y Gladys Vergara continuaron la obra, mientras que Gerardo Martínez y Aminto López impulsaron la expansión en Chile. Ese año, se estableció la primera iglesia en Sajonia, Asunción, bajo la dirección del Rev. Luis M. Ortiz. En 1983, Rodolfo González Cruz inició la obra del MMM en el Perú, destacando la creación de Bethel Televisión. Ricardo Ramos comenzó la misión en La Paz, Bolivia, y Alfonsa Gómez en Échirolles, Francia, continuada por Alberto Ortega desde España. En 1984, Dominga Moreno abrió la iglesia en Haití, Clemente Vergara inició la obra en Holanda, y Edwin Rodríguez junto a Carlos Guerra fundaron el MMM en Belice, siendo luego dirigido por Anselmo Cooper. Ese mismo año, Rómulo Vergara fundó la primera sede en África, específicamente en Guinea Ecuatorial, acompañado de Clemente Vergara. En 1985, Alcides Garzón fundó una congregación en Sucre, Bolivia, y el 13 de abril, misioneros colombianos establecieron la obra en Guatemala. Ese mismo año, Ismael Enrique Parrado Prieto inició la misión en Resistencia, Argentina. En 1986, se inició una iglesia de habla hispana en Melbourne, Victoria, y el Rev. Luis M. Ortiz llegó para fortalecer la obra en Australia.
Para 1992 al menos un 1.6 % de los encuestados asume la presencia del MMM en comunidades locales de Colombia. En 1993, el pastor Clemente Vergara legalizó el Movimiento Misionero Mundial en Guayana Francesa, con el apoyo de Darrin y Fátima Earl, y en 2000, los hermanos Leonila consolidaron una congregación. En 1995, Clemente Vergara y Roberto Hernández iniciaron la obra en Jamaica, mientras que Samuel David Mejía y su familia establecieron la primera iglesia en Trinidad y Tobago. Ese mismo año, Rubén Rosas asumió el cargo de presidente internacional, sucediendo a Luis M. Ortiz, quien había liderado la organización durante treinta y dos años. En 1996, comenzaron reuniones en Kawasaki, Japón, en el local Rodo Kaikan, y una familia misionera costarricense fundó iglesias en Montreal y Ottawa, Canadá. En 1997, Rodolfo González inició la obra en Berlín, Alemania, expandiéndose a otras ciudades, y en Milán, Italia, se formalizaron actividades bajo la dirección de Alberto Ortega. En 1998, se organizaron cultos en Ginebra, Suiza, y se inició la obra en Bonaire con los misioneros George y Zoraida Mensche.

### Tiempos contemporáneos
En 2002, Brooven Narsoo, pastor en Isla Mauricio, se unió a Sam Jacob en India, unificando siete iglesias bajo el MMM. En 2005, Samuel Rolón asumió la presidencia de la organización. Al año siguiente, el pastor colombiano Gustavo Martínez Garavito fue elegido como su sucesor. En ese mismo año, David Echalar fundó una iglesia en Bruselas, Bélgica,y Tomás Córdova inició una congregación en Tel Aviv, Israel. En 2006, Milciades Narro comenzó la obra en Londres, Reino Unido, donde la congregación fue registrada oficialmente en 2011. En 2009, se establecieron misiones en Austria y Suecia bajo la dirección de familias misioneras y del pastor Carlos Contreras.
En 2011, Omar Guerra y Kizzy Obando iniciaron la obra en Omán. En 2012, Jorge Álvarez fundó una congregación en Kuwait y organizó una campaña en Myanmar, mientras que Suhé Reenis comenzó labores en Madagascar. Ese mismo año, Samuel David Mejía y un equipo de misioneros colombianos establecieron la primera iglesia en Filipinas. En 2014, se inauguraron iglesias en Slagelse, Dinamarca, con Morten Christensen como pastor, y en Timisoara, Rumanía, liderada por Sergio Veizaga. En septiembre, se estableció la primera congregación en Finlandia. En 2016, se oficializó la obra en Grecia, iniciada en 2010 por Claudia Tejerina y el pastor Cedeño, y se estableció la primera congregación en Nepal.A 2018 la organización está distribuida en 71 países; de las 8000 congregaciones, se incluye a territorios fuera del continente americano como España. Ese mismo año, José Arturo Soto asumió la presidencia por sucesión tras el retiro de Gustavo Martínez Garavito de la congregación cristiana. En 2019, William García fundó la primera iglesia en Nueva Zelanda. 
En 2020, se abrieron congregaciones en Abu Dhabi, Emiratos Árabes Unidos, y en Liechtenstein. En febrero de ese año, el MMM se estableció oficialmente en Luxemburgo tras cuatro años de labor del Rev. Jesús Galván. El 16 de febrero de 2024, Alex Ortega y su esposa establecieron la primera iglesia en Ucrania.

## Perú
Uno de los países en los que el Movimiento Misionero Mundial se asentó fue Perú, desde que el pastor de origen cubano Rodolfo González Cruz asumió el cargo en 1984 junto a su familia, lo que convirtió a este en uno de los principales distintivos del movimiento evangélico. Gracias a aquella dirección, la organización quedó exonerada del pago de impuestos tras el decreto supremo de 2004.
Para mediados de los años 2000, MMM contaba con 2200 iglesias instaladas, 13 colegios y alrededor de 1 a 2 millones de afiliados, según información de Graciela Villasís, reportera de Cuarto Poder. Sus feligreses son mayoritariamente de los sectores populares de la región andina, así como antiguos criminales reclusos que ingresaron en busca de la reinserción. En 2016, el alcalde de Chiclayo entregó el escudo de la ciudad a su líder, Gonzáles, en reconocimiento a su labor social.
La sede principal del movimiento evangélico está en Pueblo Libre, mientras que su templo de mayor congregación se encuentra en el desaparecido teatro 28 de Julio, en el distrito de La Victoria. También cuenta con su centro de operaciones en Arequipa, en el anterior cine Benique, que inició operaciones a finales de los años 1990.
La iglesia se organiza en vertical, siendo el líder de la misma quien tiene mayor jerarquía con alrededor de 3500 pastores locales para 2022. Se finanza por diezmos y otras donaciones, administrativamente clasificadas en 12 categorías, siendo el evento de recaudación más conocido La marcha del dólar. Según la Dirección de Investigación Criminal de la Policía Nacional (Dirincri), entre 2005 y 2010 se recaudaron 34.8 millones de soles, unos 583 000 soles al mes. Según Wayka, en 2025, una de las sedes (Arequipa) puede recaudar 190 mil soles al mes y un pastor puede recibir hasta 20 mil soles por sus servicios. Parte de su financiación proviene de sus empresas, la editorial Inversiones Altamira y sus centros educativos de la Asociación Educativa Elim.
En 2017, Rodolfo González abandonó la dirección del movimiento. Además, el movimiento se separó de la Unión de Iglesias Cristianas Evangélicas del Perú por desacuerdos ideológicos. Desde entonces, no se alía con otras congregaciones religiosas por temor a cambiar la percepción de los feligreses.

## Lemas anuales
Desde 1970, el Movimiento Misionero Mundial selecciona un lema anual que sirve como inspiración y guía para sus actividades espirituales y misioneras. Estos lemas reflejan los valores, principios y objetivos del movimiento en cada etapa de su desarrollo, adaptándose a las necesidades y retos de cada período. Los lemas se eligen con el propósito de enfocar a la organización en un tema central durante el año, promoviendo la unidad y la acción dentro de sus congregaciones y misiones internacionales.
- 1970: Impacto
- 1971: Avance
- 1972: Acción
- 1973: Poder
- 1974: Visión
- 1975: Expansión
- 1976: Unción
- 1977: Victoria
- 1978: Esfuerzo
- 1979: Sacrificio
- 1980: Clamor
- 1981: Redención
- 1982: Cosecha
- 1983: Unidad
- 1984: Avivamiento
- 1985: Pentecostés
- 1986: Fuego
- 1987: Fidelidad
- 1988: Santidad
- 1989: Gloria
- 1990: Humildad
- 1991: Obediencia
- 1992: Firmeza
- 1993: Perseverancia
- 1994: Intercesión
- 1995: Oración
- 1996: Consagración
- 1997: Conquista
- 1998: Fortaleza
- 1999: Integridad
- 2000: Triunfo
- 2001: Limpieza
- 2002: Fructificación
- 2003: Misión
- 2004: Perdón
- 2005: Humillación
- 2006: Multiplicación
- 2007: Sinceridad
- 2008: Comunión
- 2009: Servicio
- 2010: Voluntad
- 2011: Compromiso
- 2012: Sometimiento
- 2013: Retén
- 2014: Convicción
- 2015: Lealtad
- 2016: Rectitud
- 2017: Responsabilidad
- 2018: Credibilidad
- 2019: Shekinah
- 2020: Kyrios
- 2021: Estabilidad
- 2022: Disponibilidad
- 2023: Testimonio
- 2024: Armonía
- 2025: Generaciones

## Liderazgo
| Retrato | Nombre                     | Dignidad                     | Inicio              |
| ------- | -------------------------- | ---------------------------- | ------------------- |
|         | José Arturo Soto Benavides | Presidente                   | 10 de enero de 2018 |
|         | Jorge Humberto Henao       | Vicepresidente Internacional | 10 de enero de 2018 |

## Áreas geográficas

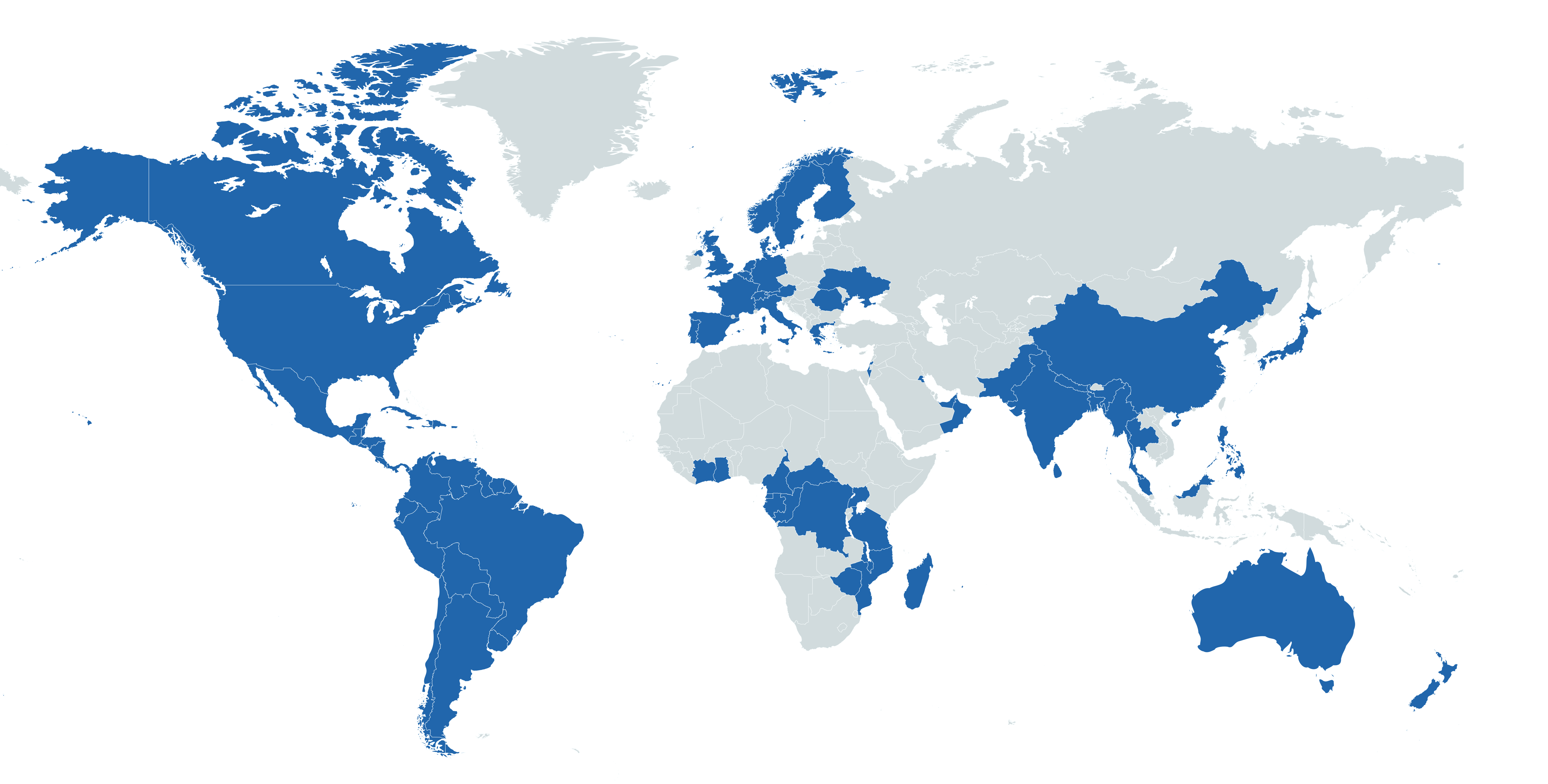
Mapa de los países y territorios que tienen una o más salas de oración.

Hasta la fecha, el MMM está presente en 84 países. Sus congregaciones varían en tamaño, desde pequeñas comunidades rurales hasta grandes iglesias urbanas. 
En cada lugar, el MMM adapta su enfoque para cumplir con las necesidades culturales y sociales locales, sin perder de vista su doctrina y misión central. 
A continuación algunos de los países y territorios donde hay habilitadas salas de oración del MMM:
| Continente | Región            | País o territorio |
| América    | América Central   | Belice, Costa Rica, El Salvador, Guatemala, Honduras, Nicaragua, Panamá                                                       |
| América    | América del Norte | Canadá, Estados Unidos, México                                                                                                |
| América    | América del Sur   | Argentina, Bolivia, Brasil, Chile, Colombia, Ecuador, Guayana Francesa, Paraguay, Perú, Trinidad y Tobago, Uruguay, Venezuela |
| América    | Antillas Mayores  | Cuba, Haití, Jamaica, Puerto Rico, República Dominicana                                                                       |
| América    | Antillas Menores  | Aruba, Bonaire, Curazao, Martinica                                                                                            |
| África     | África Austral    | Zimbabue |
| África     | África Central    | Camerún, Guinea Ecuatorial, República Centroafricana, República Democrática del Congo, República del Congo                    |
| África     | África Occidental | Costa de Marfil, Gabón, Ghana                                                                                                 |
| África     | África Oriental   | Madagascar, Malaui, Mauricio, Mozambique, Tanzania, Uganda                                                                    |
| Asia       | Asia del Sur      | Bangladés, India, Nepal, Pakistán, Sri Lanka                                                                                  |
| Asia       | Asia Occidental   | Emiratos Árabes Unidos, Israel, Kuwait, Omán                                                                                  |
| Asia       | Asia Oriental     | China, Japón |
| Asia       | Asia Sudoriental  | Birmania, Filipinas, Malasia, Tailandia                                                                                       |
| Europa     | Europa Central    | Alemania, Austria, Bélgica, Liechtenstein, Luxemburgo, Suiza                                                                  |
| Europa     | Europa del Norte  | Dinamarca, Finlandia, Noruega, Suecia                                                                                         |
| Europa     | Europa del Sur    | España, Grecia, Italia, Portugal                                                                                              |
| Europa     | Europa Occidental | Bélgica, Escocia, Francia, Inglaterra, Países Bajos                                                                           |
| Europa     | Europa Oriental   | Rumania, Ucrania |
| Oceanía    | Australasia       | Australia, Nueva Zelanda |

## Controversias y homofobia
Lleva una postura ultraconservadora, mayormente doctrinaria. Esta postura generó controversia en diversas ocasiones, principalmente por sus prédicas extremistas y adoraciones religiosas por parte de su principal pastor, al considerar sus palabras como las «más fidedignas al evangelio», y que su negación conlleva a la expulsión. En 2011 su predicador más longevo y exyerno de González, Fernando Moreno, renunció a MMM por problemas en la financiación que conllevó a un pleito, como respuesta su fundador le llama a sus detractores como los «hijos del diablo». En 2017 estuvo en la mira de la Fiscalía tras escucharse un audio de Gonzáles relacionado en un discurso que alentó a «matar a homosexuales».
También aconseja a los feligreses que apoyen a partidos políticos de derecha conservadora peruana, como cuando, junto a la Comunidad Cristiana Agua Viva, sugirió votar a Keiko Fujimori en las elecciones de 2011. A pesar de no oficializar su apoyo político, es promotora de iniciativas como la marcha Con mis hijos no te metas en 2017, en contra de los estudios de género en la currícula nacional, y la Marcha por la vida contra el aborto.

## Radiodifusión
El Movimiento Misionero Mundial cuenta con dos principales medios de difusión, Bethel Televisión y Bethel Radio. Ambos fueron fundados a finales de los años 1990 en Perú, cuando se compró una frecuencia en Huancayo, y se emiten por señal abierta a nivel nacional por parte de Bethel Comunicaciones. Además, la señal televisiva se emite desde 2003 vía satélite a más de 60 países, incluido Latinoamérica.
La cuarta parte de su programación proviene de la propia asociación, cuyo contenido está orientado a la familia. En sus espacios, cuenta con programas políticos vinculados con la Red Nacional de Abogados por la Defensa de la Familia. Uno de ellos, No negociable, es presentado por el congresista conservador Alejandro Muñante, junto a sus asesores, y aborda los avances de los grupos religiosos en la política peruana.
La radio contó en su programación a figuras del periodismo como Francisco de Piérola Cantal, y Fabricio Escajadillo. Piérola Cantal, ultraconservador y extrabajador de Canal N, ganó popularidad por promover discursos contra la comunidad LGBT, pero fue despedido de la radio cuando se descubrieron comunicaciones con una mujer transexual.
Para 2017, contaba 43 estaciones de televisión y 174 repetidoras de radioemisoras. En 2024, cuando obtuvo la licencia FM en Lima, se incrementó a 95 repetidoras televisivas y más de 300 radiales.
En 2020 se estrenó su canal secundario exclusivo para streaming.

### Nota
1. ↑  Un grupo de ochenta creyentes en Costa Rica, liderados por Fernando Prada, se separó de su misión original. Tras contactar al reverendo Luis M. Ortiz, decidieron unirse al MMM, iniciando oficialmente la obra en el país.[20]
2. ↑  En 1974, Galo Moreira y su familia, residentes en Nueva York, visitaron Panamá, donde conocieron al reverendo José Soto, quien les informó sobre la labor del Movimiento Misionero Mundial. En 1975, la familia regresó a Ecuador y se estableció en la ciudad de Esmeraldas, donde llevaron a cabo las primeras reuniones, marcando el inicio de la obra en el país.
3. ↑  El MMM se expandió a Gabón en 1991. En 1994, el Rev. Alberto Ortega inició la obra en Isla Mauricio, estableciendo una congregación, y en 1999 se enviaron misioneros al Congo y Camerún. En 2002, la obra llegó a Santo Tomé y Príncipe, en 2017, Costa de Marfil y en 2019, se abrió en Uganda y Mozambique.
4. ↑  En 1992, el Rev. Alberto Ortega contactó al pastor Víctor Torres en Suiza.
5. ↑  Bajo el liderazgo del Rev. Roberto Riojas, se han llevado a cabo labores de evangelización y expansión del MMM en el Reino Unido, incluyendo Gales, Escocia e Irlanda.
6. ↑  En julio de 2012, el Rev. Jorge Álvarez estableció una congregación en Kuwait, mayormente integrada por personas de origen indio, y visitó Myanmar para instalar la obra y realizar una campaña de tres días. En septiembre del mismo año, la hermana Suhé Reenis, misionera de Curazao, llegó a Madagascar para iniciar la predicación. El 27 de noviembre, dieciocho hermanos colombianos, liderados por el Rev. Samuel David Mejía, fundaron la primera iglesia del MMM en Filipinas.